# Coenosia lanipes
Coenosia lanipes este o specie de muște din genul Coenosia, familia Muscidae. A fost descrisă pentru prima dată de Fritz Isidore van Emden în anul 1940. Conform Catalogue of Life specia Coenosia lanipes nu are subspecii cunoscute.